# Влад, Николае
Николае (Нику) Влад (рум. Nicolae (Nicu) Vlad; род. 1 ноября 1963, Писку, Румыния) — румынский и австралийский тяжелоатлет, чемпион Олимпийских игр (1984), трёхкратный чемпион мира (1984, 1986, 1990), двукратный рекордсмен мира в рывке, многократный чемпион Румынии (с 1983 по 1990) и Балкан. Заслуженный мастер спорта Румынии, заслуженный тренер Румынии, судья международной категории.

## Биография
Николае Влад родился 1 ноября 1963 года в Писку, жудец Галац. Начал заниматься тяжёлой атлетикой в возрасте 14 лет у Г. Господинова в спортивной школе Галаца. Представлял клубы «Дунэря» (Галац), «Рапид» и «Стяуа» (Бухарест), «Астра» (Арад). Выступал в категориях до 90, до 100 и до 108 кг.
В 1982 и 1983 годах становился бронзовым призёром чемпионатов Европы среди юниоров, в 1981, 1982 и 1983 годах становился чемпионом Румынии среди юниоров.
В национальной сборной Румынии дебютировал в 1984 году на чемпионате Европы в Витории, где занял 4-е место. Через несколько месяцев после этого завоевал золотую медаль Олимпийских игр в Лос-Анджелесе. Эта победа молодого и малоизвестного на тот момент атлета стала возможна благодаря тому что доминировавшие тогда в тяжёлой атлетике спортсмены СССР, Болгарии и некоторых других социалистических стран не приняли участия в Олимпиаде в Лос-Анджелесе.
В 1985 году Николае Влад перешёл из полутяжёлой в тяжёлую весовую категорию, где он быстро вышел на ведущие позиции в Европе и мире. В 1985 году он выиграл чемпионат Европы и бронзовую медаль чемпионата мира, а в 1986 году стал лучшим и на чемпионате Европы, и чемпионате мира. В последующие два года его главным соперником стал советский атлет Павел Кузнецов, которому он уступил на чемпионате мира в Остраве (1987) и Олимпийских играх в Сеуле (1988).
В 1990 году Николае Влад снова смог завоевать звание чемпиона мира, однако в целом олимпийский цикл у него не сложился, и на Олимпийских играх в Барселоне (1992) он занял лишь четвёртое место.
Переехав на несколько лет в Австралию, он получил право представлять эту страну на международных соревнованиях и в 1994 году стал победителем Игр Содружества наций и серебряным призёром чемпионата мира. Однако в дальнейшем вернулся в Румынию и под румынским флагом участвовал в Олимпийских играх в Атланте (1996), где завоевал бронзовую медаль.
В 1996 году завершил свою спортивную карьеру и занялся тренерской деятельностью. Был тренером сборной Румынии на Олимпийских играх в Сиднее (2000). В 2001 году избран президентом Федерации тяжёлой атлетики Румынии, а в 2004 году — вице-президентом Национального олимпийского комитета Румынии. На протяжении многих лет входит в руководство Европейской и Международной федерации тяжёлой атлетики. В 2006 году включён в Зал славы тяжёлой атлетики. 
В 2001 году окончил Национальную академию физического воспитания и спорта в Бухаресте.
Командор Национального ордена «За заслуги» (2000), кавалер медали «За спортивные заслуги» 1 степени (2004).